# Saúde universal

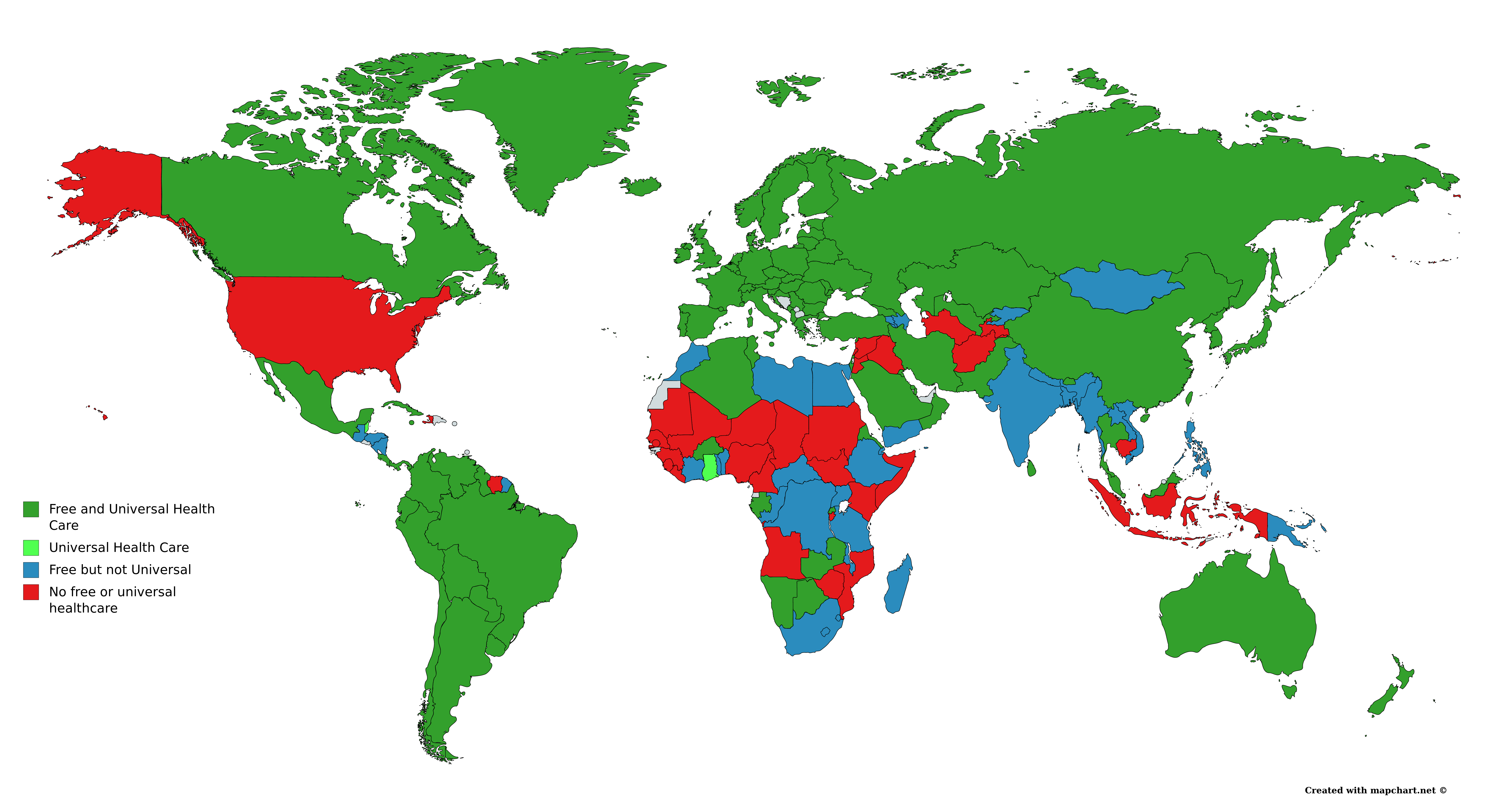
Em 2009, 58 países possuíam legislação que presta assistência médica universal.

Saúde universal geralmente se refere a um sistema de saúde pública que presta assistência médica e proteção financeira a todos os cidadãos de um determinado país. É organizado em torno de fornecer um pacote específico de benefícios para todos os membros de uma sociedade com o objetivo final de prover proteção ao risco financeiro, além de melhor acesso aos serviços de saúde.
A assistência universal não tem um tamanho único e não implica cobertura para todas as pessoas para todos os tipos de problemas. A saúde universal podem ser determinados por três dimensões críticas: quem está coberto, quais serviços são cobertos e quanto do custo é coberto pelo sistema. É descrito pela Organização Mundial de Saúde como uma situação em que os cidadãos podem acessar serviços de saúde sem incorrer em dificuldades financeiras. Os Estados membros das Nações Unidas concordaram em trabalhar para a cobertura de saúde universal até 2030.

## Indicadores de cobertura
Indicadores de saúde devem refletir tanto os fatores que influem sobre o estado de saúde como ter capacidade discriminatória para permitir comparações entre áreas geográficas ou períodos de uma mesma área. O indicadores de cobertura segundo Laurenti et al. (1985) se enquadram no grupo proposto pela OMS daqueles que devem medir os recursos materiais e humanos relacionados às atividades de saúde, abrangendo, em relação à população: a rede de postos de saúde, número de profissionais de saúde e o número de leitos hospitalares. 
Observe-se que se considerarmos a cobertura universal de saúde limita-se ao acesso a serviços de saúde a todas as pessoas, os indicadores da oferta de serviços de saúde é a medida, porém se incluímos ações de promoção e incentivo, prevenção, tratamento e reabilitação como entendido na Lei Orgânica da Saúde que criou o SUS no Brasil (Lei Nº 8 080, de 1990)  ou seja a "universalidade de acesso aos serviços de saúde em todos os níveis de assistência" e, que esse acesso, como afirmado anteriormente, signifique não encontrar dificuldades financeiras ao pagar por esses serviços e demais exigências da recuperação da saúde (medicação, próteses, etc.), nos deparamos com outros dois conceitos fundamentais, também expressos na citada "Lei Orgânica da Saúde": integralidade e equidade.
Para Mendoza-Parra, o desenvolvimento de sistemas de financiamento da saúde que permitam o acesso universal a serviços de saúde a todas as pessoas, envolve a decisão (e consequentemente uma medida de avaliação) de como como se protegem as pessoas das consequências financeiras do enfrentamento de uma doença e seu cuidado e como se utilizam os recursos disponíveis nesse sistema, de forma otimizada.
A OMS no "Dia Mundial da Saúde" propõe que a Cobertura universal de saúde pode ser avaliada basicamente por dois indicadores:
- A percentagem da população que pode aceder a serviços de saúde essenciais de qualidade;
- A percentagem da população que gasta grande parte do rendimento familiar na saúde.

Divididos por sua vez em 16 serviços de saúde essenciais subdivididos em 4 categorias como indicadores do nível e equidade da cobertura em distintos países a saber:
- Saúde reprodutiva, materna, neonatal e infantil:
  - planeamento familiar;
  - cuidados pré-natais e ao parto;
  - vacinação completa das crianças;
  - comportamentos de prevenção da pneumonia.

- Doenças infecciosas:
  - tratamento da tuberculose;
  - tratamento antirretroviral do VIH;
  - tratamento da hepatite;
  - uso de mosquiteiros tratados com insecticida para a prevenção do paludismo;
  - saneamento adequado.

- Doenças não transmissíveis:
  - prevenção e tratamento da hipertensão;
  - prevenção e tratamento da glicemia;
  - rastreio do cancro do colo do útero;
  - (Não) fumo de tabaco.

- Capacidade e acesso aos serviços:
  - acesso básico aos hospitais;
  - densidade de profissionais de saúde;
  - acesso a medicamentos essenciais;
  - segurança sanitária: cumprimento do Regulamento Sanitário  Internacional.